# Tu Es Petrus
Tu Es Petrus (pol. Ty jesteś Skałą) – oratorium Piotra Rubika i Zbigniewa Książka. Dwupłytowy album koncertowy ukazał się 21 listopada 2005 roku nakładem wytwórni muzycznej Magic Records w dystrybucji Universal Music Polska. Jest to druga część Tryptyku Świętokrzyskiego.
Autorem libretta jest Zbigniew Książek, muzykę skomponował Piotr Rubik. Warstwę wokalną stanowią: Joanna Słowińska, Dorota Jarema, Olga Szomańska, Janusz Radek, Przemysław Branny i Maciej Miecznikowski. Jako narrator wystąpił Igor Michalski.
Album promowała piosenka „Niech mówią, że to nie jest miłość”.

## Informacje o wydawnictwie
Płyta została zarejestrowana podczas premiery 14 maja 2005 roku w Amfiteatrze na Kadzielni w Kielcach. W trakcie koncertu wystąpili: Piotr Rubik jako dyrygent, Dorota Jarema, Joanna Słowińska, Olga Szomańska, Przemysław Branny, Maciej Miecznikowski i Janusz Radek jako soliści, Igor Michalski w roli narratora oraz Chór Instytutu Edukacji Muzycznej Akademii Świętokrzyskiej i Chór Kameralny "Fermata" przy akompaniamencie Orkiestry Symfonicznej Filharmonii Świętokrzyskiej im. Oskara Kolberga w Kielcach. W późniejszym okresie jako soliści sporadycznie występowali również Małgorzata Markiewicz, Jacek Janiszewski i  Andrzej Kozłowski.
2 lipca 2005 roku odbyła się premiera teledysku do piosenki „Niech mówią, że to nie jest miłość”. 20 sierpnia zdobyła ona pierwsze miejsce i tytuł przeboju lata na Festiwalu Jedynki w Sopocie w 2005 roku.
2 czerwca 2006 na 43 Krajowym Festiwalu Piosenki Polskiej „Opole 2006” płyta z nagraniem oratorium zdobyła Superjedynki w kategoriach najlepsza płyta literacka oraz laureat laureatów.

### Pozycja na liście sprzedaży
Płyta z nagraniem oratorium rozeszła się już w ponad 100 tysiącach egzemplarzy, za co Zbigniew Książek i Piotr Rubik zostali uhonorowani przez korporację Universal Polska podwójną platynową płytą. 18 maja 2006 roku twórcy odebrali trofeum podczas kieleckiego koncertu W hołdzie Janowi Pawłowi II zorganizowanego z okazji przypadającej tego dnia rocznicy urodzin papieża.
| Kraj   | Lista sprzedaży (2005/2006) | Najwyższa pozycja | Certyfikat       | Sprzedaż |
| ------ | --------------------------- | ----------------- | ---------------- | -------- |
| Polska | Oficjalna Lista Sprzedaży   | 2                 | diamentowa płyta | 50 000+  |

## Lista utworów
CD 1
| #   | Tytuł utworu                                                           | Słowa            | Muzyka      | Czas  |
| --- | ---------------------------------------------------------------------- | ---------------- | ----------- | ----- |
|     | Prolog                                                                 |                  |             |       |
| 1.  | „Tu Es Petrus” (śpiew: wszyscy soliści)                                | Zbigniew Książek | Piotr Rubik | 7:02  |
|     | Część I – Pater Noster - Ojcze Nasz                                    |                  |             |       |
| 2.  | „Ludzie to Adam i Ewa” (śpiew: Dorota Jarema i Przemysław Branny)      | Zbigniew Książek | Piotr Rubik | 5:25  |
| 3.  | „Zdumienie” (śpiew: Janusz Radek)                                      | Zbigniew Książek | Piotr Rubik | 4:55  |
| 4.  | „Tak bowiem Bóg” (śpiew: Joanna Słowińska i Maciej Miecznikowski)      | Zbigniew Książek | Piotr Rubik | 3:15  |
| 5.  | „Strumień” (śpiew: Olga Szomańska)                                     | Zbigniew Książek | Piotr Rubik | 4:53  |
| 6.  | Intermezzo I (orkiestra)                                               |                  | Piotr Rubik | 2:32  |
|     | Cześć II – Litania z czterema porami roku                              |                  |             |       |
| 7.  | „Litania z czterema porami roku” (śpiew: wszyscy soliści)              | Zbigniew Książek | Piotr Rubik | 5:44  |
|     | Część III – Ecce Homo - Oto Człowiek                                   |                  |             |       |
| 8.  | „Ten który zdradził” (śpiew: Joanna Słowińska i Przemysław Branny)     | Zbigniew Książek | Piotr Rubik | 3:39  |
| 9.  | „Ten który się zaparł” (śpiew: Joanna Słowińska)                       | Zbigniew Książek | Piotr Rubik | 5:33  |
| 10. | „Ten który nie uwierzył” (śpiew: Dorota Jarema i Maciej Miecznikowski) | Zbigniew Książek | Piotr Rubik | 3:55  |
| 11. | „Ten który nie poznał” (śpiew: Przemysław Branny)                      | Zbigniew Książek | Piotr Rubik | 6:16  |
|     |                                                                        |                  |             | 53:09 |

CD 2
| #  | Tytuł utworu                                                                     | Słowa            | Muzyka      | Czas  |
| -- | -------------------------------------------------------------------------------- | ---------------- | ----------- | ----- |
| 1. | Intermezzo II (orkiestra)                                                        |                  | Piotr Rubik | 2:15  |
|    | Część IV – Litania za niosących śmierć                                           |                  |             |       |
| 2. | „Litania za niosących śmierć” (śpiew: wszyscy soliści)                           | Zbigniew Książek | Piotr Rubik | 4:31  |
|    | Część V – Takiej miłości nikt im nie może dać, tylko Pan Bóg                     |                  |             |       |
| 3. | „Miłość to wierność wyborowi” (śpiew: Olga Szomańska i Janusz Radek)             | Zbigniew Książek | Piotr Rubik | 3:58  |
| 4. | „Jedenaste” (śpiew: Maciej Miecznikowski)                                        | Zbigniew Książek | Piotr Rubik | 6:41  |
| 5. | „Niech mówią, że to nie jest miłość” (śpiew: Olga Szomańska i Przemysław Branny) | Zbigniew Książek | Piotr Rubik | 4:04  |
| 6. | „Będziesz miłował” (śpiew: Dorota Jarema)                                        | Zbigniew Książek | Piotr Rubik | 4:06  |
|    | Część VI – Litania do każdziutkiego na ziemi                                     |                  |             |       |
| 7. | „Litania do każdziutkiego na ziemi” (śpiew: wszyscy soliści)                     | Zbigniew Książek | Piotr Rubik | 3:44  |
|    | Epilog                                                                           |                  |             |       |
| 8. | „Tu Es Petrus” (śpiew: wszyscy soliści)                                          | Zbigniew Książek | Piotr Rubik | 8:20  |
|    |                                                                                  |                  |             | 37:42 |